# Aioli

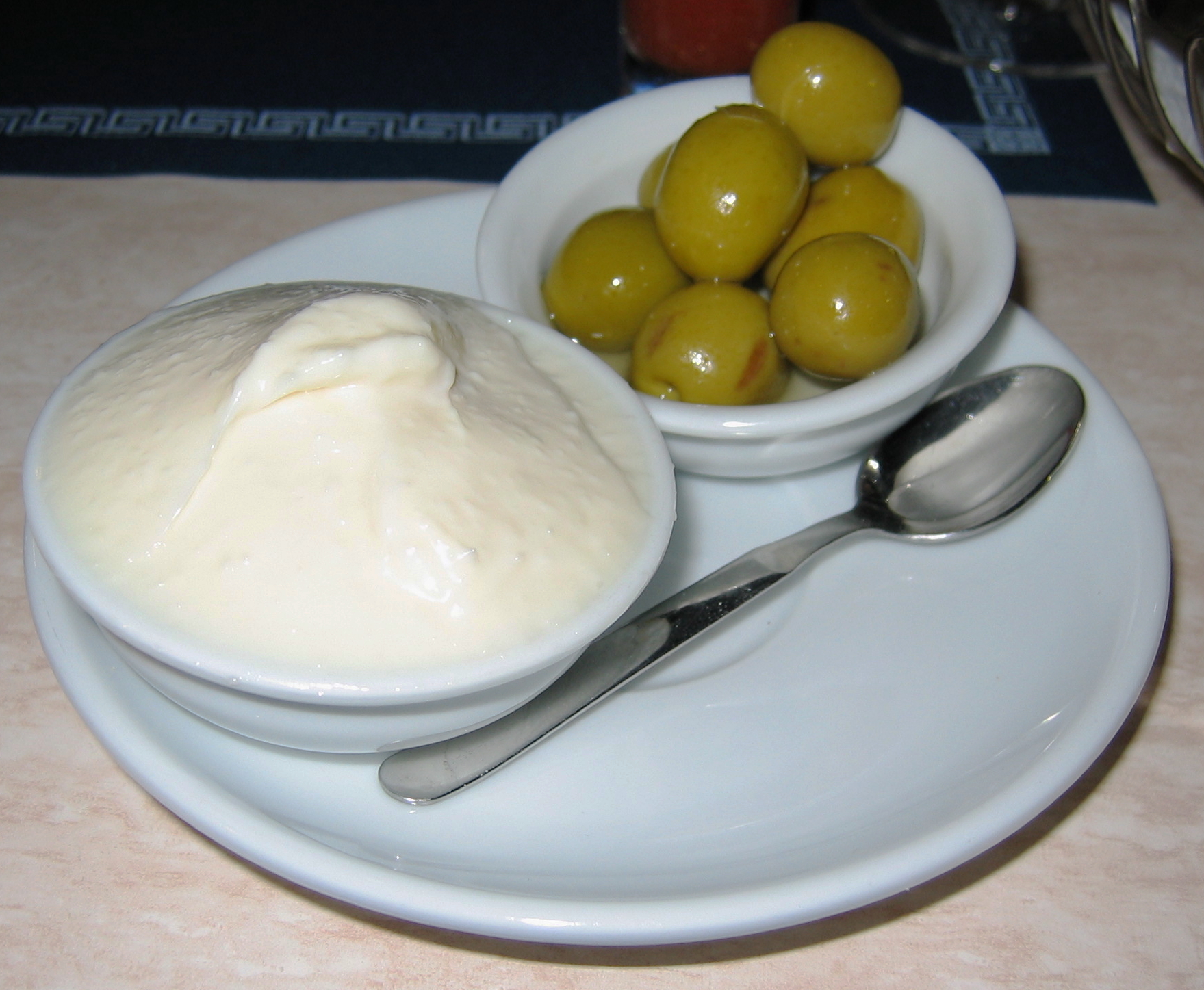
Aioli với ôliu

Aioli hay aïoli (/aɪˈoʊli/ hay /eɪˈoʊli/; Provençal tiếng Occitan: alhòli [aˈʎɔli] hoặc aiòli [aˈjɔli]; tiếng Catalunya: allioli [ˌaʎiˈɔli]) là một loại sốt Địa Trung Hải chế biến từ tỏi và dầu ô liu; một số vùng sử dụng các chất nhũ hóa khác như trứng. Tên gọi có nghĩa là "tỏi và dầu" trong tiếng Catalunya và tiếng Provençal. Nó được tìm thấy trong các món ăn của bờ biển Địa Trung Hải của Tây Ban Nha (Valencia, Catalunya, Quần đảo Balearic, Murcia và phía đông Andalucía), Pháp (Provence) và Ý (Sicilia và Calabria). Các phiên bản hiện tại của sốt Pháp-Provençal gần với sốt mayonnaise tỏi hơn, kết hợp lòng đỏ trứng và nước chanh, trong khi phiên bản gốc tiếng Franco-Provençal và tiếng Catalunya không có lòng đỏ trứng và có thêm tỏi. Điều này mang lại cho nước sốt một kết cấu mịn hơn, trong khi làm cho nó tốn nhiều công sức hơn vì nhũ tương khó ổn định hơn. Có nhiều biến thể, chẳng hạn như thêm nước chanh hoặc gia vị khác. Ở Pháp nó có thể bao gồm mù tạt. Nó được phục vụ ở nhiệt độ phòng.
Giống như mayonnaise, aioli là một nhũ tương hoặc huyền phù các hạt nhỏ của dầu và các hợp chất hòa tan trong dầu ở trong nước và các hợp chất hòa tan trong nước. Ở Tây Ban Nha, những người theo chủ nghĩa thuần túy tin rằng sự vắng mặt của trứng giúp phân biệt aioli với mayonnaise, nhưng đó không phải là trường hợp ở Pháp và các nước khác, nơi các đầu bếp có thể sử dụng lòng đỏ trứng hoặc lòng đỏ trứng làm chất nhũ hóa. Chỉ sử dụng tỏi làm chất nhũ hóa đòi hỏi người nấu phải nghiền nát nó và thêm từng giọt dầu để dầu thừa không "cắt bớt" aioli.
Kể từ cuối những năm 1980, nhiều người đã gọi tất cả là các mayonnaise là aioli. Hương vị bao gồm nghệ tây và ớt. Những người theo chủ nghĩa thuần túy khẳng định rằng mayonnaise có hương vị có thể chứa tỏi, nhưng aioli thực sự không chứa gia vị nào khác ngoài tỏi.